# Средновековна демография
Средновековната демография изучава популационните процеси и изменения на населението в Европа през Средновековието, ограничавайки се до християнските страни като цяло по смисъла на класическата историческа периодизация.
Демографските тенденции в Средновековието се обобщават по периоди, както следва:
- 150 – 400 г.: намаляване на населението в периода на зараждане на християнството – ранно християнство;
- 400 – 1000 г.: стабилност на ниски нива;
- 1000 – 1250 г.: рязко увеличаване на населението;
- 1250 – 1350 г.: стабилност на високо равнище (с изключение на времето на т.нар. Голям глад);
- 1350 – 1420 г.: рязък спад поради Черната смърт;
- 1420 – 1470 г.: стабилност на ниски нива;
- след 1470 г. следва бавно увеличение, рязко ускорено в началото на ХVІ век от започналия Колумбов обмен по времето на Великите географски открития.